# Dacus theophrastus
Dacus theophrastus är en tvåvingeart som beskrevs av Erich Martin Hering 1941. Dacus theophrastus ingår i släktet Dacus och familjen borrflugor. Inga underarter finns listade i Catalogue of Life.